# Vigor Torino
Football Club Vigor – włoski klub piłkarski z siedzibą w Turynie.

## Historia
FC Vigor został założony w 1908 roku w Turynie. W sezonie 1912/13 uczestniczył w rozgrywkach grupy Piemontu ligi Promozione, gdzie zajął drugie miejsce po US Alessandria Calcio 1912. Następnie 10 kwietnia 1913 w Novara w meczu playoff o promocję Piemontu przegrał 0:3 z Alexandrią. Jednak Vigor został później przyjęty do Prima Categoria sezonu 1913/14.
W sezonie 1913/14 zajął przedostatnie 9 miejsce w grupie Liguria-Piemont w swoim debiutowym sezonie w najwyższej klasie rozgrywek włoskiej piłki nożnej.
W następnym sezonie 1914/15 klubowi nawet udało się dotrzeć do półfinału Alta Italia, zajmując trzecie miejsce w grupie Eliminatorio C za jedynie Torino FC i Juventusem. Również w półfinale Vigor zajął trzecie miejsce w grupie B, za Milanem i Aleksandrią, i zakończył rozgrywki.
I wojna światowa spowodowała zawieszenie mistrzostw i to było śmiertelne dla klubu, który został rozwiązany w 1915 roku i nie był już w stanie odrodzić się po wojnie.

## Sukcesy

### Trofea międzynarodowe
Nie uczestniczył w rozgrywkach europejskich (stan na 31-05-2014).

### Trofea krajowe
| \| \| Zdobyte trofea w rozgrywkach Włoch (stan na: 1-01-2014) \| |                                                         |      |                              |
| Rozgrywki                                                        | Osiągnięcie                                             | Razy | Sezon(y)                     |
| · Mistrzostwo                                                    | I miejsce                                               | 0    |                              |
| · Mistrzostwo                                                    | II miejsce                                              | 0    |                              |
| · Mistrzostwo                                                    | III miejsce                                             | 0    |                              |
| · Mistrzostwo                                                    | 3 miejsce                                               | 1    | 1914/15 (półfinał – grupa B) |
| · Puchar                                                         | zdobywca                                                | 0    |                              |
| · Puchar                                                         | finalista                                               | 0    |                              |
| II liga                                                          | I miejsce                                               | 0    |                              |
| II liga                                                          | II miejsce                                              | 0    |                              |
| II liga                                                          | III miejsce                                             | 0    |                              |
| Włochy                                                           | Zdobyte trofea w rozgrywkach Włoch (stan na: 1-01-2014) |      |                              |

## Stadion
Klub rozgrywał swoje mecze domowe na boisku campo di gioco za Hospicjum Miłosierdzia na ulicy Po w Turynie.